# StarMade
StarMade est un jeu de tir et de construction en 3D dans l'espace en mode bac à sable développé par le studio Schine sur Windows, macOS, et Linux. Le joueur peut construire à sa guise des vaisseaux, des stations spatiales et diverses structures à partir de blocs, tout en explorant l'immensité de l'espace. Le jeu est orienté construction, combat et exploration. Il est jouable en solo et en multijoueur. Toujours en alpha, le jeu est néanmoins payant et disponible sur Steam. Avant son arrivée sur cette plateforme, il fut longtemps été gratuit.

## Système de jeu
Dans StarMade, le joueur incarne un astronaute et doit explorer un univers de voxels générés indéfiniment, à bord d'un vaisseau spatial qu'il peut créer. Cet univers contient des étoiles, des planètes, des astéroïdes, des magasins et des vaisseaux spatiaux générés de manière aléatoire. Chaque planète est générée aléatoirement avec un biome de planète. Il existe plusieurs types de planètes, notamment Terran (herbeuse), Glace, Désert, Alien et Rouge. Les joueurs peuvent créer intégralement leurs vaisseaux, depuis la coque jusqu'aux systèmes d'armement, en passant par la production d'énergie, les boucliers,...
Chaque vaisseau se construit à partir d'un bloc nommé « Ship Core », son cœur. Le vaisseau est ensuite personnalisable dans le mode de construction du navire du jeu. Des éléments peuvent y être ajoutés dans le mode de lecture par défaut, en dehors du vaisseau. Il existe une variété de matériaux pour améliorer les performances, ajouter de nouvelles fonctionnalités ou créer des systèmes de combat / défense. L'univers est peuplé d'autres astronautes de différentes factions : les Marchands avec qui le commerce est possible, et les Pirates. Les pirates sont des entités hostiles qui attaqueront astronautes et vaisseaux des autres factions en les voyant.
L'artisanat est présent dans le jeu et est appelé « Fabrication ». Les joueurs peuvent collecter des matériaux de base dans l’univers. Il est ensuite possible de fabriquer de nouveaux blocs (d'armement, de propulsion, etc.) à partir de blocs appelés « Usines ». Chaque usine possède son propre inventaire et sa propre liste d’articles que seuls ces blocs peuvent fabriquer. Les usines ont besoin d'énergie pour fabriquer d'autres pièces. Une fois qu'une usine a été alimentée, les matériaux d'entrée seront consommés et l'usine commencera à produire tout ce pour quoi elle est programmée.

### Bac à sable
Le mode de jeu principal de StarMade est le bac à sable. Les joueurs doivent collecter des ressources naturelles (minerai, pierre, etc.) ou récupérer des blocs sur des navires et chantiers navals abandonnés ou détruits trouvés dans l’univers afin de fabriquer certaines pièces et certains objets. Ce mode comporte également la possibilité de mourir. Le joueur dispose d'une barre de vie qui est épuisée par les attaques d'autres joueurs (humains et IA) mais aussi par des objets naturels tels que des étoiles ou des trous noirs. De même, les vaisseaux spatiaux ont plusieurs barres de vie sensibles aux mêmes attaques, représentant l'intégrité structurelle, l'énergie disponible ou encore l'état des boucliers.
Les joueurs peuvent fabriquer une grande variété de blocs et de pièces dans StarMade. Les joueurs commencent à fabriquer à partir d'une usine de base à partir de leur inventaire. Des blocs d'usine de différents niveaux peuvent également être utilisés pour fabriquer des blocs plus avancés. Chaque niveau d'usine peut fabriquer des choses que les autres niveaux ne peuvent pas. Par exemple, l’usine Standard peut fabriquer des articles que l’usine de base et l’Usine avancée ne peuvent pas fabriquer. Les joueurs peuvent également acheter des pièces et des ingrédients dans les magasins des Marchands, avec des Crédits, la monnaie virtuelle du jeu.
Le jeu dispose d'un système d'inventaire et les joueurs peuvent transporter un nombre limité d'objets. À sa mort, le joueur perdra une partie de ses crédits.

### Multijoueur
Le mode multijoueur dans StarMade est disponible sur des serveurs hébergés par le joueur et permet à plusieurs joueurs d’interagir et de communiquer les uns avec les autres dans un même univers. Les joueurs peuvent également utiliser leurs propres serveurs sur un ordinateur personnel. Les serveurs multijoueurs StarMade sont guidés par les administrateurs de serveur, qui ont accès aux commandes du serveur. Les administrateurs peuvent également définir des restrictions concernant les noms d'utilisateur ou adresses IP (à l'aide d'une liste blanche) autorisés à accéder au serveur. Les serveurs multijoueurs offrent aux joueurs un large éventail d'activités, telles que le jeu de rôle, la construction de navires avec d'autres joueurs et la construction de bases spatiales. Certains serveurs ont même leurs propres règles et blocs personnalisés.

### Groupes de joueurs communautaires
Les groupes de joueurs de Starmade, également appelés factions ou alliances, sont des groupes importants qui se font concurrence, créent ou interagissent sur de nombreux serveurs multijoueurs de Starmade . Ces groupes de joueurs sont souvent impliqués dans des scénarios joueur contre joueur où ils s'affrontent pour détruire leurs navires ou les capturer. Ces batailles peuvent avoir lieu pour des territoires, des ressources ou de simples rivalités entre groupes.

## Développement
Robin Promesberger a annoncé qu'il avait commencé le développement de StarMade aux alentours de 2010, le décrivant comme « un jeu de tir spatial en bac à sable 3D inspiré de Minecraft ». Le jeu a été principalement inspiré par le gameplay de Minecraft et par diverses émissions de télévision sur le thème de l’espace. Promesberger a développé le moteur de StarMade pendant près de dix ans. À la mi-2012, Kevin « Beetlebear » Collins a rejoint StarMade et a contribué à la refonte des textures du jeu. Il a ensuite décidé de quitter le développement le 15 septembre 2013 en raison d'un désaccord sur sa part des revenus du jeu avec Promesberger. Le 2 novembre 2013, il a été annoncé que Keaton Pursell travaillerait sur des modèles 3D pour le jeu.
Le 24 juillet 2013, Starmade obtient le feu vert de la communauté Steam pour son ajout au magasin Steam. Il a été officiellement mis à disposition sur Steam le 4 décembre 2014.